# Campeonato Mundial de Atletismo de 2005 - Salto triplo masculino
O salto triplo masculino no Campeonato Mundial de Atletismo de 2005 foi realizada no Estádio Olímpico, em Helsinque, na Finlândia, nos dias 10 e 11 de agosto de 2005.

## Recordes
Antes desta competição, os recordes mundiais e do campeonato nesta prova eram os seguintes:
| Tipo                  | Atleta           | Distância | Local      | Data                |
| --------------------- | ---------------- | --------- | ---------- | ------------------- |
|                       | Jonathan Edwards | 18,29     | Gotemburgo | 7 de agosto de 1995 |
| Recorde do campeonato | Jonathan Edwards | 18,29     | Gotemburgo | 7 de agosto de 1995 |

## Medalhistas
| Ouro               | Prata                  | Bronze             |
| Walter Davis (USA) | Yoandri Betanzos (CUB) | Marian Oprea (ROM) |

## Calendário
Todos os horários estão no horário local (UTC+2)
| Data         | Horário | Fase         |
| ------------ | ------- | ------------ |
| 10 de agosto | 11:15   | Qualificação |
| 11 de agosto | 20:00   | Final        |

## Resultados

### Qualificação
Qualificação: 17.00 m (Q) ou as 12 melhores performances (q).
Grupo A
| Pos. | Atleta                 | Nacionalidade  | Tentativas | Tentativas | Tentativas | Marca | Notas |
| Pos. | Atleta                 | Nacionalidade  | 1          | 2          | 3          | Marca | Notas |
| ---- | ---------------------- | -------------- | ---------- | ---------- | ---------- | ----- | ----- |
| 1    | Yoandri Betanzos       | Cuba           | 17.40      | –          | –          | 17.40 | Q     |
| 2    | Leevan Sands           | Bahamas        | 17.21      | –          | –          | 17.21 | Q,    |
| 3    | Walter Davis           | Estados Unidos | 17.08      | –          | –          | 17.08 | Q     |
| 4    | Marian Oprea           | Roménia        | 16.81      | –          | –          | 16.81 | q     |
| 5    | Anders Møller          | Dinamarca      | x          | 16.69      | x          | 16.69 | q     |
| 6    | Dmitrij Vaľukevič      | Eslováquia     | x          | 15.70      | 16.68      | 16.68 | q     |
| 7    | Karl Taillepierre      | França         | 16.26      | 16.62      | 16.67      | 16.67 | q     |
| 8    | Vyktor Yastrebov       | Ucrânia        | 16.59      | 16.63      | 16.68      | 16.68 | q     |
| 9    | Nelson Évora           | Portugal       | 16.60      | 15.91      | x          | 16.60 |       |
| 10   | Viktor Gushchinskiy    | Rússia         | 15.12      | 16.39      | 16.26      | 16.39 |       |
| 11   | Danila Burkenaya       | Rússia         | 15.97      | 16.35      | 16.18      | 16.35 |       |
| 12   | Kazuyoshi Ishikawa     | Japão          | 16.09      | 16.33      | 15.33      | 16.33 |       |
| 13   | Johan Meriluoto        | Finlândia      | 15.14      | 16.01      | x          | 16.01 |       |
| 14   | Konstadinos Zalaggitis | Grécia         | x          | 15.72      | x          | 15.72 |       |
| —    | Michael Velter         | Bélgica        | x          | x          | x          | NM    |       |

Grupo B
| Pos. | Atleta              | Nacionalidade  | Tentativas | Tentativas | Tentativas | Marca | Notas |
| Pos. | Atleta              | Nacionalidade  | 1          | 2          | 3          | Marca | Notas |
| ---- | ------------------- | -------------- | ---------- | ---------- | ---------- | ----- | ----- |
| 1    | Jadel Gregório      | Brasil         | 17.20      | –          | –          | 17.20 | Q     |
| 2    | Momchil Karailiev   | Bulgária       | 16.73      | 16.03      | x          | 16.73 | q     |
| 3    | Kenta Bell          | Estados Unidos | x          | 16.47      | 16.72      | 16.72 | q     |
| 4    | Arnie David Giralt  | Cuba           | 16.71      | 16.58      | 16.26      | 16.71 | q     |
| 5    | Allen Simms         | Porto Rico     | 16.28      | x          | 16.63      | 16.63 |       |
| 6    | Nathan Douglas      | Grã-Bretanha   | 16.53      | x          | 16.46      | 16.53 |       |
| 7    | Igor Spasovkhodskiy | Rússia         | 16.33      | x          | 16.45      | 16.45 |       |
| 8    | Tarik Bouguetaïb    | Marrocos       | 16.06      | 16.35      | 16.36      | 16.35 |       |
| 9    | Mykola Savolaynen   | Ucrânia        | 16.18      | 16.35      | x          | 16.35 |       |
| 10   | Christos Meletoglou | Grécia         | 16.12      | 16.35      | 16.17      | 16.35 |       |
| 11   | Paolo Camossi       | Itália         | 14.50      | 15.89      | 16.23      | 16.23 |       |
| 12   | Randy Lewis         | Granada        | x          | x          | 16.11      | 16.11 |       |
| 13   | Charles Friedek     | Alemanha       | 15.75      | x          | 15.07      | 15.75 |       |
| —    | Li Yanxi            | China          |            |            |            | DNS   |       |

### Final
A final ocorreu dia 11 de agosto às 20:00.
| Pos.              | Atleta             | Nacionalidade  | Tentativas | Tentativas | Tentativas | Tentativas | Tentativas | Tentativas | Marca | Notas                |
| Pos.              | Atleta             | Nacionalidade  | 1          | 2          | 3          | 4          | 5          | 6          | Marca | Notas                |
| ----------------- | ------------------ | -------------- | ---------- | ---------- | ---------- | ---------- | ---------- | ---------- | ----- | -------------------- |
| Medalha de ouro   | Walter Davis       | Estados Unidos | 17.22      | 16.84      | 17.57      | 17.03      | –          | x          | 17.57 | Recorde da temporada |
| Medalha de prata  | Yoandri Betanzos   | Cuba           | 15.67      | 17.03      | 17.01      | 17.42      | 15.09      | 17.41      | 17.42 | Recorde da temporada |
| Medalha de bronze | Marian Oprea       | Roménia        | 17.15      | 16.81      | 17.22      | x          | x          | 17.40      | 17.40 |                      |
| 4                 | Leevan Sands       | Bahamas        | 17.11      | 17,39      | 17.18      | x          | 17.30      | x          | 17.39 |                      |
| 5                 | Karl Taillepierre  | França         | 17.01      | 17.27      | 17.15      | 17.06      | 16.75      | 17.19      | 17.27 |                      |
| 6                 | Jadel Gregório     | Brasil         | 17.11      | x          | 16.91      | 17.20      | x          | 16.18      | 17.20 |                      |
| 7                 | Kenta Bell         | Estados Unidos | 16.58      | 16.95      | 17.11      | x          | 16.81      | x          | 17.11 | Recorde da temporada |
| 8                 | Arnie David Giralt | Cuba           | 17.09      | x          | 15.82      | 16.48      | x          | x          | 17.09 |                      |
|                   |                    |                |            |            |            |            |            |            |       |                      |
| 9                 | Vyktor Yastrebov   | Ucrânia        | 16.82      | 16.50      | 16.90      |            |            |            | 16.90 |                      |
| 10                | Dmitrij Vaľukevič  | Eslováquia     | x          | 16.79      | x          |            |            |            | 16.79 |                      |
| 11                | Momchil Karailiev  | Bulgária       | 16.49      | 16.70      | 16.69      |            |            |            | 16.70 |                      |
| 12                | Anders Møller      | Dinamarca      | 16.16      | x          | 15.55      |            |            |            | 16.16 |                      |

Legenda
| Recorde mundial       | Recorde mundial (World record)               |                       | Recorde africano                      | Recorde africano (African) |                                           | Q | Classificado por posição (Qualified) |
| Recorde do campeonato | Recorde do campeonato (Championship record)  | Recorde da América    | Recorde da América (Americas)         | q                          | Classificado por melhor tempo (Qualified) |   |                                      |
| Melhor marca do ano   | Melhor marca do ano (World leading)          | Recorde asiático      | Recorde asiático (Asian)              | DNS                        | Não largou (Did not start)                |   |                                      |
| Recorde nacional      | Recorde nacional (National record)           | Recorde europeu       | Recorde europeu (European)            | DNF                        | Não terminou (Did not finish)             |   |                                      |
| Recorde pessoal       | Recorde pessoal do atleta (Personal best)    | Recorde da Oceania    | Recorde da Oceania (Oceania)          | DSQ / DQ                   | Desclassificado (Disqualified)            |   |                                      |
| Recorde da temporada  | Recorde da temporada do atleta (Season best) | Recorde sul-americano | Recorde sul-americano (South America) | NM                         | Sem marca (No mark)                       |   |                                      |